# Symphonie no 4 de Rubinstein

La Symphonie no 4 « Dramatique », opus 95, en ré mineur, est une symphonie d'Anton Rubinstein.

## Contexte
Composée à partir de l'été 1874, elle comporte quatre mouvements.
Rubinstein dédie cette symphonie à Felix Otto Dessoff. Elle est créée à Saint-Pétersbourg le 15 janvier 1875 sous la direction de l'auteur lors d'un concert de la Société musicale russe.
C'est parce que Rubinstein introduisit les instruments séparément, comme les personnages d'un opéra et que la musique contient de longs monologues, dialogues, etc. qu'il lui donna le sous-titre de « Dramatique ».

## Analyse de l'œuvre

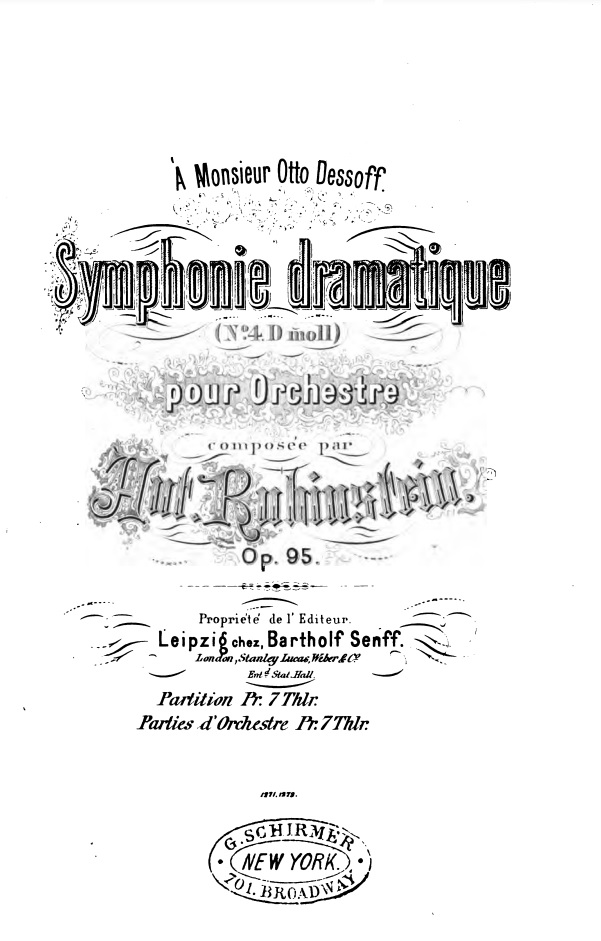
Couverture de la Partition de la symphonie n°4 d'Anton Rubinstein

1. Lento – Allegro moderato
2. Presto
3. Adagio
4. Largo – Allegro con fuoco

Durée d'environ 65 minutes.

### Instrumentation
| Instrumentation de la Symphonie no 4                                                                       |
| Bois |
| 1 piccolo (uniquement dans le dernier mouvement), 2 flûtes, 2 hautbois, 2 clarinettes en si♭, 2 bassons    |
| Cuivres |
| 4 cors en fa, 2 trompettes en ré, 3 trombones (2 ténors et 1 basse : uniquement dans le dernier mouvement) |
| Percussions                                                                                                |
| timbales                                                                                                   |
| Cordes |
| premiers violons, seconds violons, altos, violoncelles, contrebasses                                       |

### Description
La symphonie s'ouvre sur une introduction lente et inquiétante, un motif de violon entrant au-dessus du motif sinistre confié au violoncelle et à la contrebasse. Un Allegro moderato dramatique, où les deux motifs sont utilisés, cède la place à un thème plus lyrique et à un troisième de triomphe héroïque. Le mouvement est dans la forme classique prescrite, avec un développement central qui introduit du nouveau matériel, avant le retour des thèmes originaux, dont le premier clôt le mouvement.
Le deuxième mouvement Scherzo, toujours en ré mineur, comprend des passages de délicieuses interactions entre paires d'instruments à vent. Il y a une section contrastée avec un violon solo, sur une basse ostinato et un Trio en ré majeur, avant le retour du Scherzo d'ouverture.
L'Adagio en fa majeur s'ouvre sur les cordes jouant une longue mélodie. Les bois prédominent d'abord dans un deuxième thème, sur un accompagnement de violon en cours d'exécution. Les violoncelles divisés et la contrebasse introduisent un solo de flûte et les bois reviennent au premier thème avant la fin du mouvement.
Le drame éclate à nouveau dans le mouvement final, qui s'ouvre sur une introduction lente, auxquels s'ajoutent maintenant trombones et piccolo, avant que les cordes à l'unisson n'entament l'Allegro con fuoco, avec son thème d'ouverture anguleux. Un deuxième thème, en fa majeur et marqué Moderato assaï, est introduit par les premiers violons. Il y a un intermède contrapuntique pour les bois, basé sur une figure d'accompagnement entendue pour la première fois dans les mesures d'ouverture de la symphonie et un passage prolongé dérivé du thème principal, avant le retour du thème énergique lui-même. Le deuxième thème revient maintenant en la majeur, joué par le cor français. La symphonie se termine par un triomphe héroïque en ré majeur.

## Réception
Peu après la première, Rubinstein partit en tournée et dirigea sa nouvelle symphonie à Berlin le 12 février 1875 et à Leipzig le 17 février 1875. Son frère, Nicolas Rubinstein, dirige la première à Moscou le 26 mars 1875 devant Tchaikovski qui écrivit que c'est « l'une des œuvres les plus intéressantes que j'ai eu à entendre ces derniers temps ». Il reproche à la symphonie ses « excès d'idées principales, dont beaucoup n'apparaissent qu'épisodiquement, n'étant pas développées ». Il constate que l'allegro d'ouverture souffre d '« incohérences de forme » et que le scherzo (presto) est « entaché d'un manque de cohésion organique ». D'un autre côté, Il trouve que le finale est son mouvement le plus réussi : « ici, les deux thèmes principaux se distinguent par leur charme, leur inspiration et leur fougue inhabituels ».

Le musicologue et critique allemand Hermann Kretzschmar réalisa en 1899 dans son Führer durch den Konzertsaal une analyse détaillée de cette symphonie :
La "Symphonie dramatique" (n° 4, ré mineur) est la réalisation la plus importante de Rubinstein dans le domaine de la composition orchestrale supérieure. Mesurée à l'ampleur naturelle du sentiment et de l'imagination, à la force du pouvoir poétique inné, à la simplicité et à la précision de l'expression, elle constituerait l'un des phénomènes les plus marquants de toute la littérature symphonique, si le compositeur avait exercé plus de rigueur et d'autocritique.
Son premier mouvement est particulièrement prenant et bouleversant comme peu de morceaux de musique. Son contenu de nature tragique, montre quelques points en commun, également techniquement reconnaissables, avec les mouvements d'ouverture de la Faust Symphonie de Liszt et de la Neuvième de Beethoven ; avec cette dernière dans la masse des cadences puissantes et dans les effets incisifs de l'accord de septième diminuée. La forme est particulière, mais uniformément et clairement arrangée. Le pilier de tout le mouvement est la figure lancinante par laquelle les basses commencent l'introduction ; au cours du mouvement, elle subit de nombreuses transformations, apparaît tantôt étendue, tantôt fugace, se tient maintenant à la tête de l'orchestre puis se cache au milieu. Mais elle est toujours là, régulant la pulsation démoniaque du poème symphonique avec son rythme et résonnant à travers tout le mouvement comme le rugissement du vent et le tintement des cloches. L'accompagnement régulier de ce thème principal est la souffrance de l'introduction, dont le motif nerveux avec une dissonance douloureuse se plaint souvent dans les lamentations des instruments. La partie exposition de l'Allegro se décompose en cinq scènes. La première déroule d'un seul trait le thème principal, véritable tableau d'une confusion passionnée. Son excitation est brisée par un groupe dans lequel la musique ne parle pas en pensées cohérentes, mais en interjections et en tons naturels : en trilles fanatiquement expulsés, dans les cris courts et lourds des instruments à vent et en dissonances aiguës, qui à leur manière et dans leur introduction à celles du rappel qui précèdent l'épisode en mi mineur du premier mouvement de l'Héroïque de Beethoven. Et maintenant la troisième scène commence. Après un chant doux et apaisant à la clarinette pour prélude, le deuxième sujet entre, l'une des plus belles représentations musicales de l'état d'un cœur où l'espoir lutte contre la peur. Dans chaque mesure, un autre beau trait : comment les violons réconfortent, comment le cor monte et descend, monte de plus en plus haut, s'exprime finalement dans le long passage, même dans la petite dissonance du la dans la première mesure - il y a une chaleur dans tout, clarté, immédiateté, une vérité naturelle que seuls les artistes les plus ingénieux peuvent atteindre de temps en temps. La scène se poursuit principalement sur la base des deux mesures imbriquées et se termine par une torsion digne de la beauté particulière de l'ensemble du tableau. Brièvement et de manière surprenante, les cuivres se modulent en accords doux du si bémol au ré majeur et maintiennent tranquille la nouvelle harmonie avec un long point d'orgue comme une vision amicale. Comme s'il ne fallait pas troubler le rêve, les cordes profondes puis les autres instruments en pianissimo ramènent bientôt le motif dans l'ambiance orageuse et à la cinquième scène de l'exposition dont le thème est de nature héroïque. Le développement commence par une répétition textuelle des premières scènes, mais continue ensuite la description du conflit entre le courage et le doute avec de nouvelles idées thématiques indépendantes et prend un caractère trouble et très agité dans la partie finale. Avec des dissonances dures et des passages chromatiques, stylisés à la manière lisztienne, la transition vers la récapitulation est accomplie, ce qui traduit le contenu de la partie d'exposition dans une expression accrue, le thème principal encore plus sauvage et le deuxième thème encore plus touchant.
Le deuxième mouvement, un presto (ré mineur) en trois parties, commence par un petit choc : ce n'est qu'après ces signaux d'alarme, puissamment renforcés par les pauses générales, que le thème principal orageux commence. L'ambiance amère et dure reste dominante tout au long de la pièce. Les passages secondaires sereins, qui sont inscrits dans divers thèmes secondaires, comme dans les airs de ballet et de danse, ramènent toujours au thème principal, et même dans l'Allegretto, qui prend la place du trio dans le mouvement, les éléments alarmants prennent le pas sur les tentatives du thème serein. Ce deuxième mouvement partage avec le finale de la symphonie la riche utilisation de motifs de la musique folklorique slave.
L'Adagio (fa majeur, 6/8) de la symphonie est l'un des mouvements les plus beaux et les plus mélodiques de la musique instrumentale moderne, avec une douceur de caractère et d'ambiance qui en fait un pur plaisir à écouter. Sa mélodie principale, dans laquelle les éléments de Beethoyen sont richement représentés, est remplacé et complété par un thème secondaire et dont l'expression et la conclusion sont singulièrement belles. Ce groupe principal est suivi d'une scène qui, mélodiquement basée sur des bagatelles, s'extasie sur des motifs courts et rêve d'harmonies lointaines. Dans la douceur de l'ambiance, dans l'intimité non forcée du ton, cela fait penser à une scène d'amour. La consécration religieuse plane sur la fin du mouvement, où les basses et les violoncelles entonnent des airs de choral.

Après une introduction lente, le finale s'ouvre sur un thème qui, dans sa nature orageuse et dans sa littéralité, est cohérent avec une pensée très ancienne et familière : la Sonate à Kreuzer de Beethoven. Le finale est vif et heureusement conçu, mais exécuté assez largement et avec l'intrusion d'idées étranges. Dans la partie plus faible, se détache le deuxième sujet.

## Discographie
- Orchestre Philharmonique de l'État Tchécoslovaque (Kosice) dirigé par Robert Stankovski (1990) - Marco Polo / Naxos
- Orchestre symphonique d'État (Russie) dirigé par Igor Golovchin (1993) - Russian Disc réédité par Delos